# 宮柱義雄
宮柱 義雄（みやばしら よしお、1936年1月22日 - 没年不明）は、佐賀県佐賀郡本庄村（現・同県佐賀市本庄町）出身で二所ノ関部屋に所属した元大相撲力士。本名は江口 義雄（えぐち よしお）。身長185cm、体重108kg。得意手は左四つ、寄り。最高位は東前頭11枚目（1961年9月場所）。

## 来歴・人物
地元の中学校を卒業後、同郷の元大関・佐賀ノ花が率いる二所ノ関部屋に入門し、1953年（昭和28年）1月場所で初土俵を踏んだ。当初の四股名は、本名と同じ「江口」。同期の初土俵には、後の前頭・清ノ森や同・朝ノ海らがいる。三段目時代に故郷の佐賀県佐賀郡に因んだ「佐賀ノ里」と改名し、その後は順調に出世し、1957年（昭和32年）3月場所にて初土俵から17場所で十両に昇進した。
しかし、同年11月場所前の巡業で左膝と股を痛めてしまい、以降十両に23場所連続で在位したが、漸く1961年（昭和36年）9月場所で新入幕を果たした。この場所、同部屋の後輩である大関・大鵬が3度目の幕内最高優勝を果たして横綱昇進を決めたことから、横綱推挙の明治神宮に於ける最初の横綱土俵入りの際には露払いを務めた。しかし、入幕2場所目の同年11月場所中、成山との一戦で勝ちながらも再び左膝を負傷。この一戦では、左大腿部にも傷を負ってしまった。その後は、2場所幕内を務めたのみで主に十両中位を往復し、十両在位は通算44場所を数えた。
幕内での華やかな活躍は少なかったものの、元大関・松登や十両在位時には、後の横綱・柏戸（当時「富樫」）や同・栃ノ海（当時「花田」）らに勝ったこともあった。左四つからの寄りが得意だったが、腰高で決め技を欠いて大成できなかった。
1965年（昭和40年）3月場所限りで引退した後は年寄・濱風を襲名し、二所ノ関部屋付きの親方として後進の指導に当たった（その後は、同じ二所ノ関一門の他の部屋に移籍）。2000年（平成12年）7月場所後、元小結・三杉里の準年寄・三杉里に年寄名跡・濱風を譲り、日本相撲協会を退職した。同協会では、主に名古屋場所担当委員を務め、その期間は実に26年の長きに及んだ。

## 主な成績・記録
- 通算成績：428勝404敗1分15休 勝率.514
- 幕内成績：19勝35敗6休 勝率.352
- 現役在位：64場所
- 幕内在位：4場所

### 場所別成績
| | 一月場所 初場所（東京） | 三月場所 春場所（大阪）  | 五月場所 夏場所（東京） | 七月場所 名古屋場所（愛知） | 九月場所 秋場所（東京） | 十一月場所 九州場所（福岡） |
| --- | ----------------------- | ------------------------ | ----------------------- | --------------------------- | ----------------------- | --------------------------- |
| 1953年 （昭和28年） | 西番付外 4–2            | 東序ノ口2枚目 5–3        | 西序二段34枚目 4–3–1    | x                           | 西序二段22枚目 6–2      | x                           |
| 1954年 （昭和29年） | 東三段目63枚目 4–4      | 東三段目55枚目 5–3       | 西三段目35枚目 5–3      | x                           | 東三段目21枚目 7–1      | x                           |
| 1955年 （昭和30年） | 西幕下47枚目 3–5        | 西幕下53枚目 5–3         | 東幕下44枚目 5–3        | x                           | 西幕下35枚目 4–4        | x                           |
| 1956年 （昭和31年） | 西幕下33枚目 6–2        | 西幕下20枚目 7–1         | 西幕下4枚目 5–3         | x                           | 西幕下2枚目 4–4         | x                           |
| 1957年 （昭和32年） | 西幕下筆頭 5–3          | 東十両21枚目 10–5        | 西十両10枚目 7–8        | x                           | 西十両11枚目 9–6        | 東十両6枚目 4–9–2           |
| 1958年 （昭和33年） | 西十両12枚目 9–6        | 東十両6枚目 7–8          | 東十両7枚目 4–11        | 東十両17枚目 8–7            | 東十両16枚目 8–7        | 東十両14枚目 8–7            |
| 1959年 （昭和34年） | 東十両11枚目 7–8        | 東十両11枚目 10–5        | 西十両6枚目 4–9–2       | 西十両10枚目 10–5           | 西十両6枚目 6–9         | 西十両10枚目 10–5           |
| 1960年 （昭和35年） | 西十両6枚目 6–9         | 東十両9枚目 7–8          | 西十両10枚目 8–7        | 東十両10枚目 6–9            | 東十両12枚目 10–5       | 東十両6枚目 11–4            |
| 1961年 （昭和36年） | 東十両2枚目 5–10        | 東十両6枚目 6–9          | 西十両9枚目 11–4        | 西十両筆頭 10–5             | 東前頭11枚目 7–8        | 東前頭12枚目 7–6–2          |
| 1962年 （昭和37年） | 東前頭14枚目 3–12       | 西十両5枚目 5–10         | 西十両13枚目 8–7        | 西十両7枚目 8–7             | 西十両5枚目 11–4        | 東前頭15枚目 2–9–4          |
| 1963年 （昭和38年） | 東十両8枚目 7–8         | 西十両8枚目 12–3         | 西十両2枚目 5–10        | 東十両9枚目 6–9             | 東十両13枚目 8–7        | 東十両11枚目 7–8            |
| 1964年 （昭和39年） | 東十両12枚目 5–10       | 西十両18枚目 8–7         | 東十両16枚目 9–6        | 東十両11枚目 8–7            | 西十両7枚目 5–10        | 東十両14枚目 8–6–0 (1分)    |
| 1965年 （昭和40年） | 西十両10枚目 5–6–4      | 西十両16枚目 引退 3–12–0 | x                       | x                           | x                       | x                           |
| 各欄の数字は、「勝ち-負け-休場」を示す。 優勝 引退 休場 十両 幕下 三賞：敢=敢闘賞、殊=殊勲賞、技=技能賞 その他：★=金星 番付階級：幕内 - 十両 - 幕下 - 三段目 - 序二段 - 序ノ口 幕内序列：横綱 - 大関 - 関脇 - 小結 - 前頭（「#数字」は各位内の序列） |                         |                          |                         |                             |                         |                             |

### 幕内対戦成績
| 力士名   | 勝数 | 負数 | 力士名 | 勝数 | 負数 | 力士名 | 勝数 | 負数 | 力士名 | 勝数 | 負数 |
| -------- | ---- | ---- | ------ | ---- | ---- | ------ | ---- | ---- | ------ | ---- | ---- |
| 青ノ里   | 1    | 2(1) | 朝ノ海 | 0    | 1    | 天津風 | 0    | 2    | 一乃矢 | 1    | 2    |
| 宇多川   | 1    | 1    | 追手山 | 0    | 1    | 扇山   | 0    | 1    | 大晃   | 1    | 2(1) |
| 小城ノ花 | 0    | 1    | 海乃山 | 0    | 1    | 金乃花 | 0    | 2    | 北の洋 | 0    | 3    |
| 君錦     | 0    | 1    | 清ノ森 | 0    | 2    | 常錦   | 2    | 1    | 出羽錦 | 0    | 1    |
| 豊國     | 1    | 1    | 成山   | 1    | 0    | 羽黒花 | 0    | 1    | 福田山 | 1    | 0    |
| 房錦     | 1    | 2    | 前田川 | 3    | 0    | 松登   | 0    | 2    | 豊山   | 0    | 1    |
| 芳野嶺   | 1    | 0    | 若羽黒 | 0    | 1    | 若前田 | 1    | 2    |        |      |      |

## 改名歴
- 江口 義夫（えぐち よしお）1953年3月場所-1954年7月場所
- 佐賀ノ里 義夫（さがのさと -）1954年9月場所-1956年3月場所
- 佐賀ノ里 義雄（- よしお）1956年5月場所-1957年1月場所
- 佐賀ノ里 義夫（- よしお）1957年3月場所-1959年5月場所
- 宮柱 義夫（みやばしら -）1959年7月場所
- 宮柱 義雄（- よしお）1959年9月場所-1965年3月場所（引退）

## 年寄変遷
- 濱風 義雄（はまかぜ よしお）1965年3月-2000年7月（退職）